# کراس‌رف

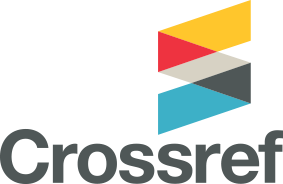
کراس‌رف

کراس‌رف (به انگلیسی: CrossRef) یک موسسهٔ ثبت نشانگر دیجیتالی شیء (DOI) و متعلق به موسسه بین‌المللی DOI است. این موسسه در سال ۲۰۰۰ به عنوان تلاشی مشترک میان ناشران شروع به کار کرد تا قابلیت ارجاع دهی دائمی میان ناشران مختلف در نشریات الکترونیکی فراهم شود.

## معرفی
کراس‌رف یک موسسهٔ غیر انتفاعی با ۲۰۰۰ فرد دارای حق رأی است که نمایندگی ۴۳۰۰ ناشر تجاری و غیر انتفاعی را به عهده دارند.
کراس‌رف ناشرانی با مدلهای تجاری مختلف را در بر دارد، که هم شامل نشریات دسترسی آزاد و هم نشریاتی که برای دانلود آنها به ثبت نام نیاز است می‌شوند. کراسرف پایگاه داده‌ای از متن کامل محتواهای علمی را نگه نمی‌دارد. در عوض، پیوند میان محتواهایی که در سایت‌های دیگر ذخیره شده‌اند را تسهیل می‌کند.
کراس‌رف اکنون میان میلیون‌ها شیء از گستره‌ای از انواع محتواها، مانند مجلات، کتابها، مقالات کنفرانسها، گزارش‌های فنی و ... پیوند برقرار نموده است.

## منایع
1. ↑  "CrossRef history/mission". crossref.org.
2. ↑  http://www.crossref.org/01company/06publishers.html
3. ↑  http://www.crossref.org/01company/17crossref_members.html